# Roma in Albanië
Met Roma in Albanië (Albanees: Romët në Shqipëri) worden in Albanië wonende etnische Roma, of Albanezen van Romani, afkomst aangeduid. Ook de Balkan-Egyptenaren (“Egjiptianëve të Ballkanit”) worden vaak tot de Roma-minderheid gerekend. De Roma (en Balkan-Egyptenaren) wonen verspreid over het hele land, maar enkele van de grootste gemeenschappen zijn te vinden rond de hoofdstad Tirana, Berat, Gjirokastër en de stad Korça, maar ook in enkele dorpen in de buurt van Fier.

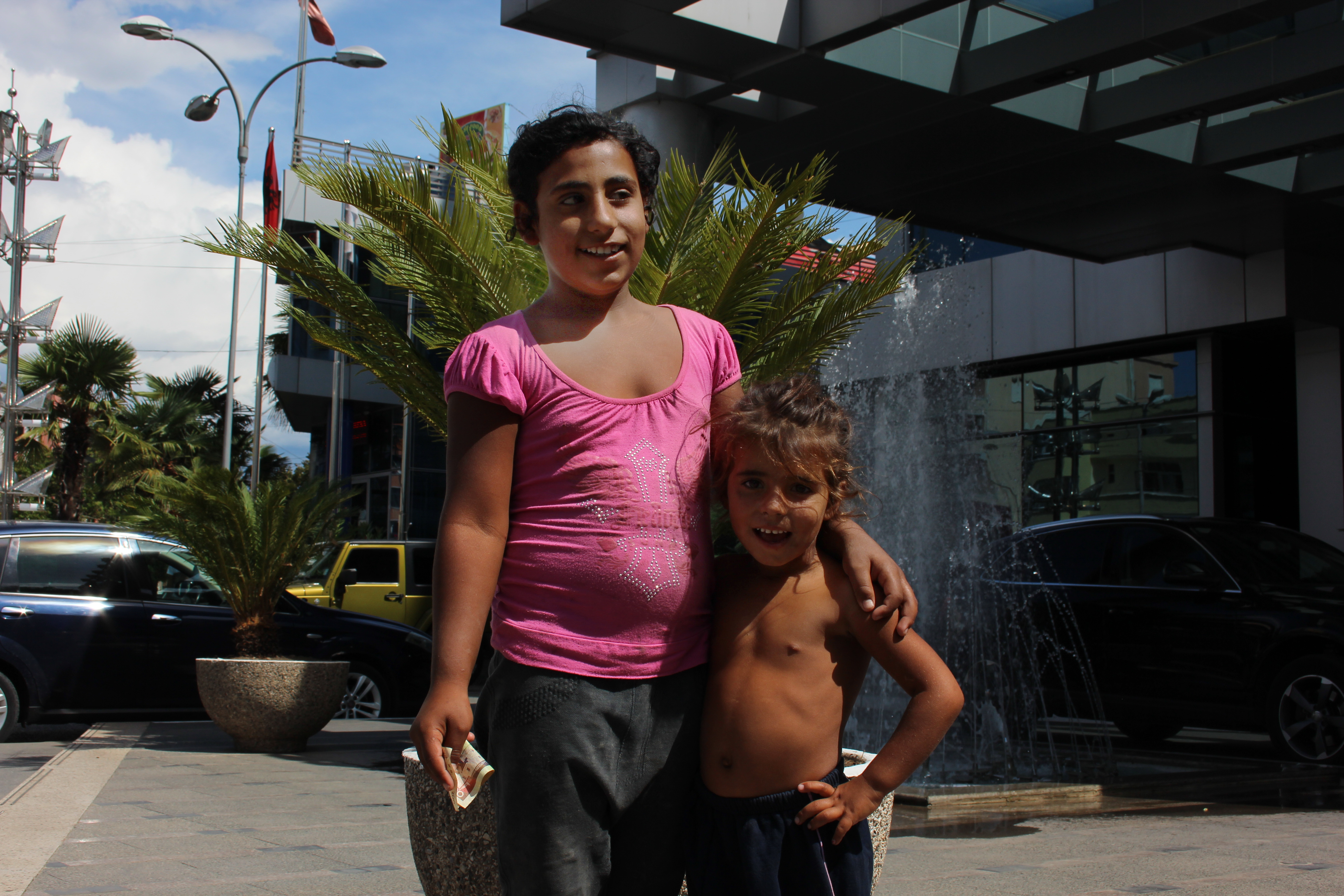
Romakinderen in Shkodër, 2017

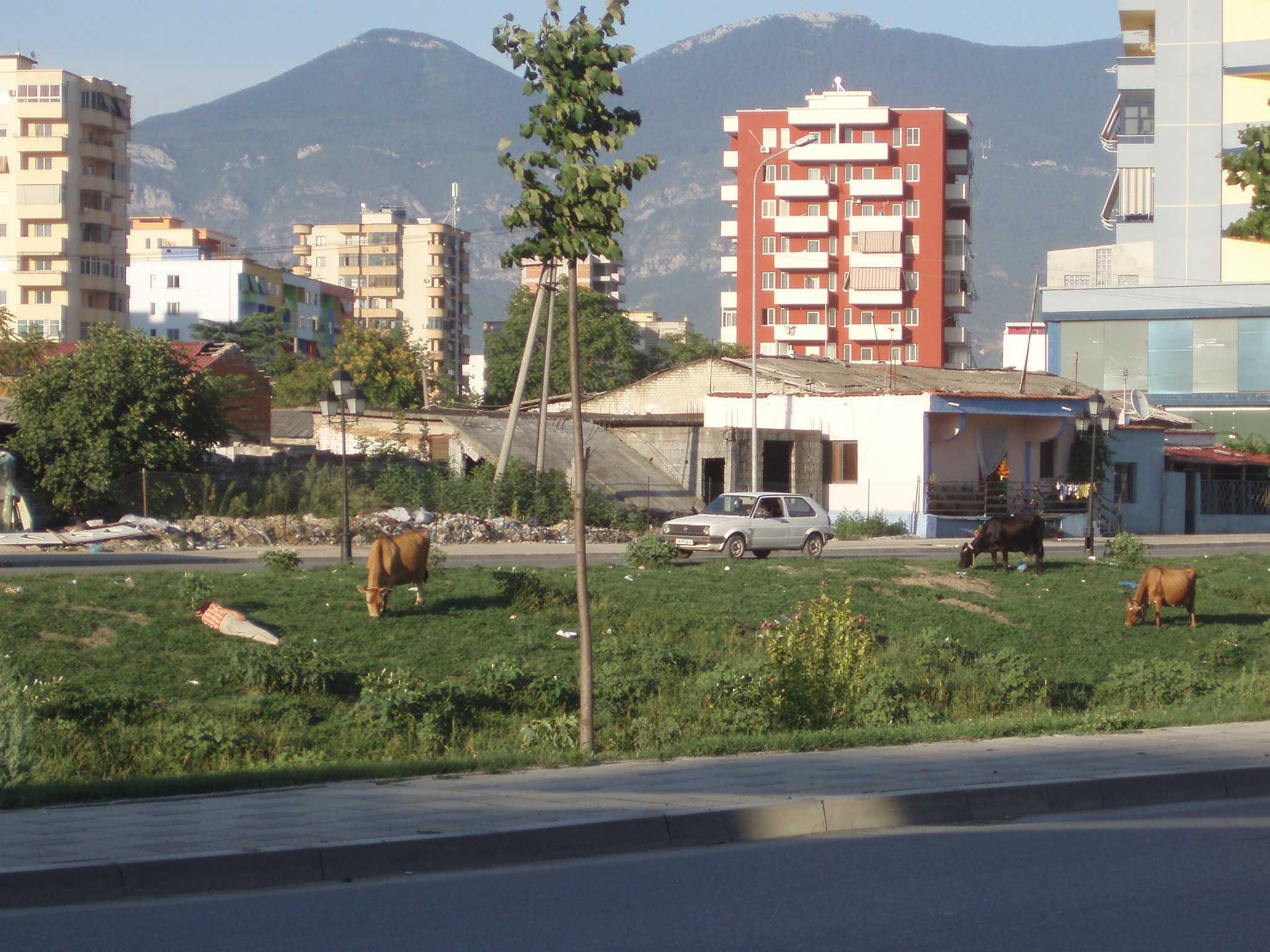
Een Roma-nederzetting in Tirana, langs de rivier Lana, 2006

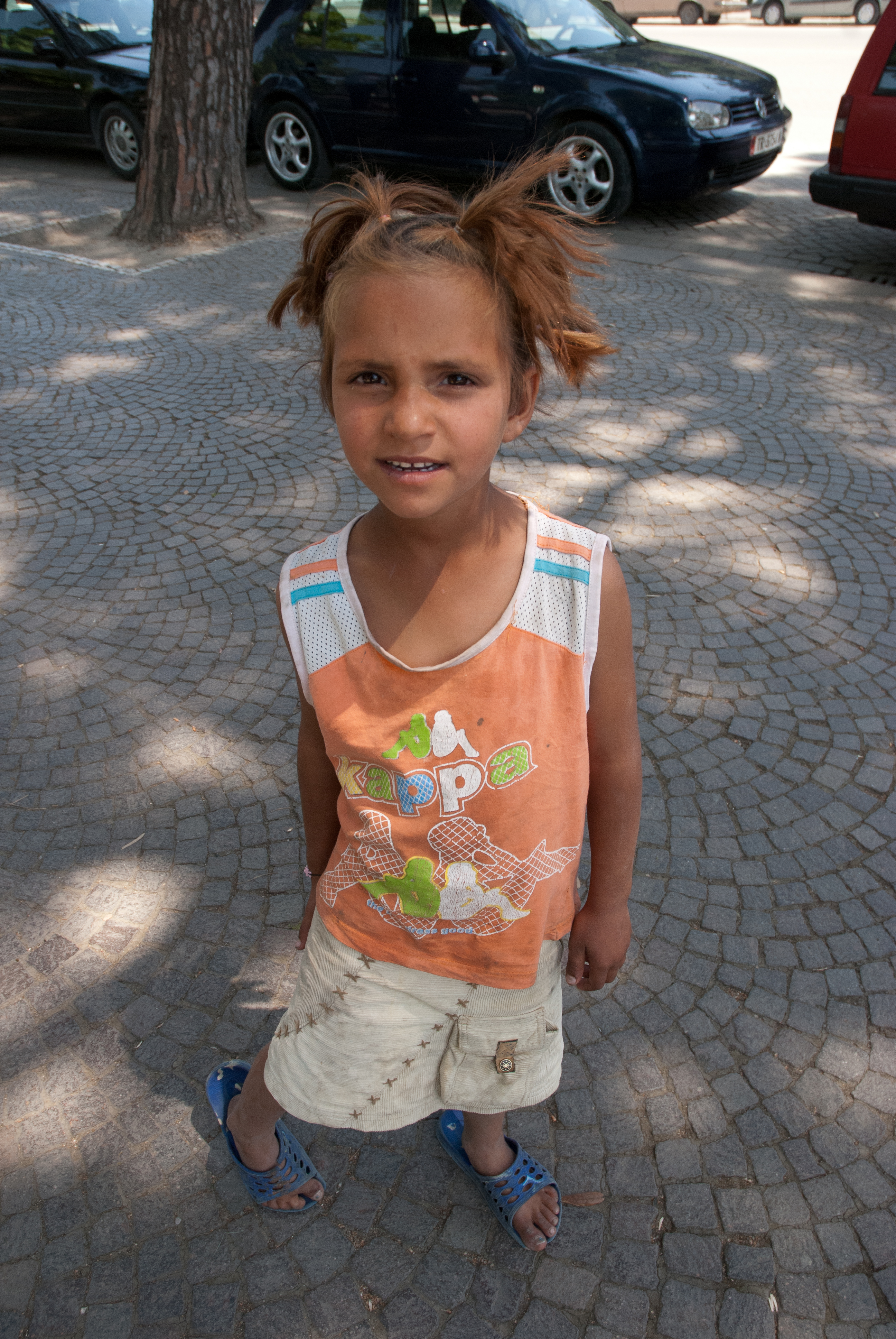
Een bedelend Romakind in Albanië, 2018

## Geschiedenis
Alhoewel veel communistische landen op het Balkanschiereiland de Roma systematisch onderdrukten en als tweederangsburgers behandelden, volgde het socialistische regime van Enver Hoxha de “homogene assimilatiedoctrine”. Hoxha erkende het bestaan van een etnische minderheid niet, waardoor geen officiële vervolging van Roma plaatsvond. De Roma verkregen de status van “gewone burger”, wat inhield dat ze gemakkelijk werk, onderwijs en een zekere mate van sociale zekerheid verkregen. Nadat het communistisch regime in 1991 definitief ten val kwam, ontstond echter een scherpe daling in de socio-economische situatie van de Roma.

## Demografie

### Aantal
Bij de meest recente volkstelling van Albanië in 2011 werden 8.301 Roma geregistreerd, waardoor zij 0,30% van de Albanese bevolking vormden. Daarnaast werden er 3.368 Balkan-Egyptenaren geregistreerd, hetgeen 0,12% van de toenmalige bevolking was. De Raad van Europa schat het aantal Roma echter op ongeveer 115.000 personen (4,2% van de bevolking), variërend van minimaal 80.000 tot maximaal 150.000 personen.
| Jaar | Roma   | Roma | Balkan- Egyptenaren | Balkan- Egyptenaren | Totaal | Totaal |
| Jaar | Aantal | %    | Aantal              | %                   | Totaal | Totaal |
| ---- | ------ | ---- | ------------------- | ------------------- | ------ | ------ |
| 2011 | 8.301  | 0,30 | 3.368               | 0,12                | 11.669 | 0,42   |
| 2022 | n.n.b. |      |                     |                     |        |        |

### Demografische situatie
De demografische profielen van de Roma en Balkan-Egyptenaren contrasteren met de rest van de Albanese bevolking. De leeftijdsopbouw weerspiegelt het hoge vruchtbaarheidsniveau en de hogere sterftecijfers van deze twee groepen: de gemiddelde leeftijd van Roma is 26 jaar, 29 jaar voor de Balkan-Egyptenaren en 35,5 jaar voor de Albanezen. De Roma-bevolking is jonger dan de andere groepen. Kinderen jonger dan 15 jaar vormen 34% in de totale bevolking (27% voor Egyptenaren en 20% voor Albanezen). In tegenstelling de Albanese bevolking, lijkt de massale emigratie van jongvolwassenen naar het buitenland vrij beperkt. Hierdoor blijft het geboortecijfer en het vruchtbaarheidscijfer bovengemiddeld hoog.

### Religie
In tegenstelling tot de Roma in Midden- en Oost-Europa, die hoofdzakelijk christenelijk zijn, hebben de Roma en Balkan-Egyptenaren in Albanië zich tijdens de Ottomaanse periode tot de islam bekeerd. Alhoewel de religieuze landschap in Albanië relatief divers is, met aanhangers van de islam, het christendom en personen die atheïst zijn of geen specifieke religieuze overtuiging hebben gekozen, moet worden opgemerkt dat de vragen in de volkstelling met betrekking tot etniciteit en religie niet verplicht was en dat in de vragenlijst een expliciete optie “liever geen antwoord" werd aangeboden. Als gevolg daarvan is er een groot deel van de bevolking die deze vragen niet beantwoord.
| Religie              | Roma (%)       | Balkan- Egyptenaren (%) | Albanezen (%)      |
| -------------------- | -------------- | ----------------------- | ------------------ |
| Islam                | 5.720 (68,91%) | 2.791 (82,87%)          | 1.464.458 (63,33%) |
| Bektashi             | 32 (0,39%)     | -                       | 55.884 (2,42%)     |
| Katholicisme         | 92 (1,11%)     | 31 (0,92%)              | 259.210 (11,21%)   |
| Orthodoxie           | 247 (2,98%)    | 18 (0,53%)              | 140.179 (6,06%)    |
| Evangelie            | 32 (0,39%)     | 33 (0,98%)              | 3.244 (0,14%)      |
| Overige christenen   | 3 (0,04%)      | 12 (0,36%)              | 1.635 (0,07%)      |
| Non-confessioneel    | 791 (9,53%)    | 273 (8,11%)             | 123.767 (5,35%)    |
| Atheïsme             | 342 (4,12%)    | 60 (1,78%)              | 60.590 (2,62%)     |
| Liever geen antwoord | 966 (11,64%)   | 124 (3,68%)             | 177.738 (7,69%)    |
| Niet aangegeven      | 71 (0,86%)     | 28 (0,83%)              | 25.192 (1,09%)     |
| Overig               | 5 (0,06%)      | -                       | 459 (0,02%)        |